# باشگاه والیبال فجر سپاه تهران
باشگاه والیبال فجر سپاه تهران یک باشگاه والیبال ایرانی بود. این باشگاه دو دوره در لیگ برتر والیبال ایران در سال‌های ۱۳۷۳، ۱۳۷۴ به عنوان قهرمان دست یافت.